# Saint-Denis (arrondissement i Seine-Saint-Denis)
Saint-Denis är ett franskt arrondissement i regionen Île-de-France i departementet Seine-Saint-Denis. Folkmängden uppgår till 453 801 invånare (2022) på en yta av cirka 47 km², vilket ger 9 655 invånare/km².
Arrondissementet Saint-Denis har exakt samma namn som arrondissementet Saint-Denis i Réunion. De båda arrondissementen har dessutom flera kommuner som helt eller delvis har likadana namn.